# Grote Kerk (Monster)

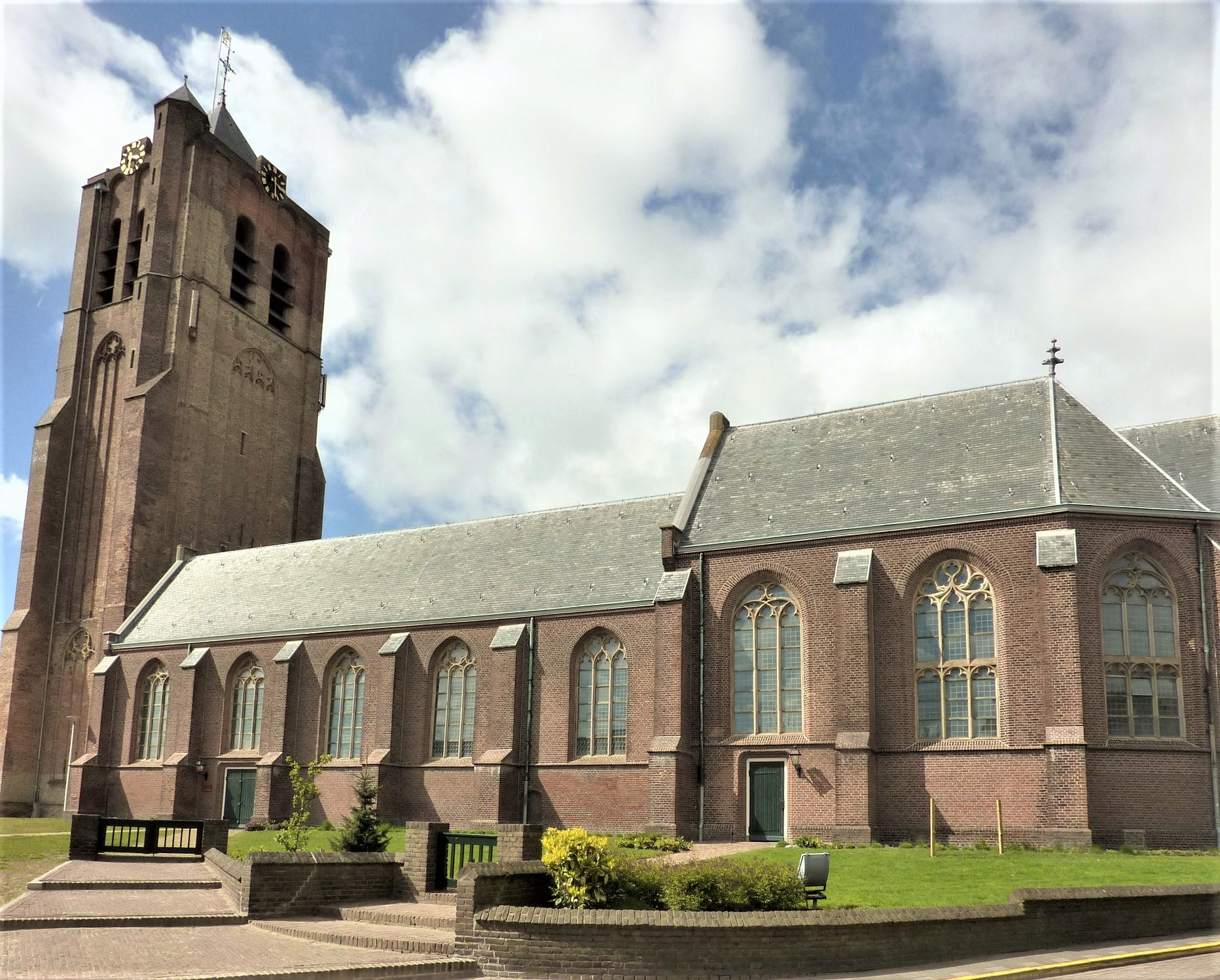
Die Grote Kerk

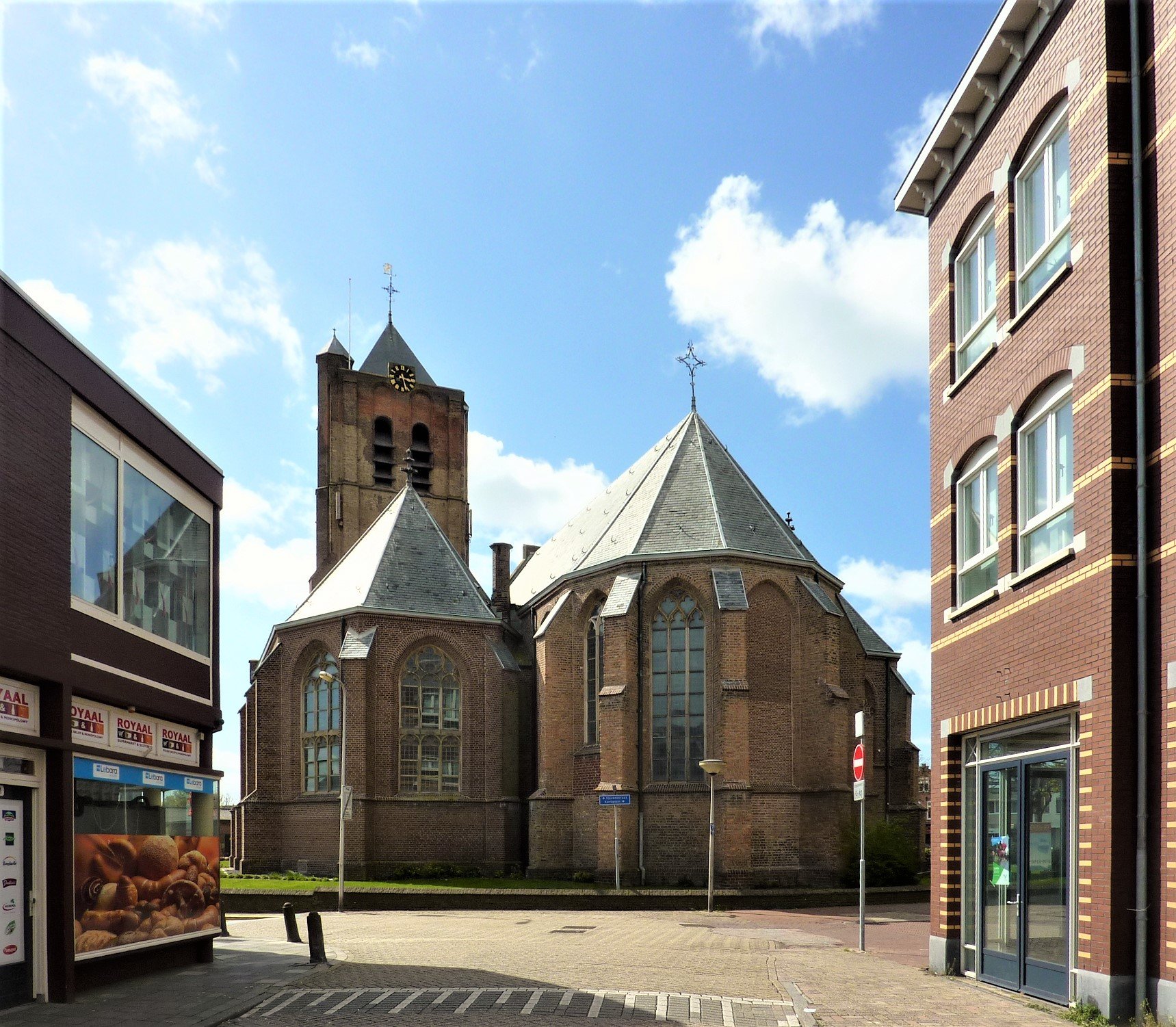
Blick Richtung Chor

Die spätgotische Grote Kerk (Große Kirche) ist das Kirchengebäude einer reformierten Gemeinde innerhalb der Protestantischen Kirche in den Niederlanden in Monster in der Provinz Südholland. Die Kirche ist als Rijksmonument eingestuft.

## Geschichte
Die bis zur Einführung der Reformation dem bretonischen Heiligen Machutus gewidmete Kirche war eine der ältesten Pfarrkirchen der Region. Aus ihrem Pfarrgebiet wurden die Pfarreien von Den Haag und ’s-Gravenzande abgepfarrt. Bis zum Jahr 1276 gehörte die Kirche der Paulusabtei in Utrecht und gelangte dann an die Abtei Middelburg.
Die Grote Kerk geht zurück auf eine im 11. Jahrhundert errichtete Kapelle. Diese wurde in der ersten Hälfte des 13. Jahrhunderts zu einer einschiffigen Kirche auf kreuzförmigem Grundriss mit einem vorgesetzten Westturm aus Tuffstein erweitert. Ende des 14. Jahrhunderts wurde diese Kirche durch eine größere dreischiffige gotische Hallenkirche mit fünfseitig geschlossenem Chor ersetzt. Das südliche Seitenschiff ist schmaler als das nördliche. Beiden Seitenschiffen schließen sich im Osten dreiseitig geschlossene Seitenchöre an. Die drei Chöre weisen jeweils die gleiche Breite auf, der Hauptchor in der Mitte ist erhöht. Zwischen 1400 und 1450 wurde der alte Turm durch den  monumentalen heutigen spätgotischen Turm ersetzt. Im Jahr 1901 brannten Kirche und Turm aus, wurden jedoch 1906 wieder in alten Formen hergerichtet.